# Frente de Libertação Nacional do Chade

Bandeira da FROLINAT.

Frente de Libertação Nacional do Chade (em francês:  Front de Libération Nationale du Tchad, FROLINAT) foi um grupo rebelde que atuou no Chade entre 1966 e 1993.
Esse movimento armado chadiano foi criado em junho de 1966 pelos muçulmanos do norte para combater o regime sulista do presidente François Tombalbaye. O movimento experimentou inúmeras divisões internas, muitas vezes seguindo contornos étnico-tribais e enfrentou o exército francês de 1968 a 1973.